# مؤسسة منهوا للإذاعة
مؤسسة مونهوا للإذاعة والتلفزيون (إم بي سي) (بالإنجليزية MBC بالهانغولية: 문화방송주식회사 بالهانجا 文化放送; مونهوا بانجسونج جوشيخوسا، وتعني حرفيًا «مؤسسة الإذاعة الثقافية») هي واحدة من كبرى شركات البث التلفزيوني والإذاعي في كوريا الجنوبية. مونهوا هي كلمة كورية تعني «ثقافية». وتبث المحطة أرضيًا عبر القناة 11 في البث الرقمي. وتأسست في 2 ديسمبر 1961، إم بي سي هي إذاعة أرضية كورية لديها شبكة وطنية من 17 محطة إقليمية. على الرغم من بثها للإعلانات التجارية فإن إم بي سي هي إذاعة عامة، وأكبر مساهم فيها هي منظمة عامة؛ مؤسسة البث الثقافي. اليوم، هي مجموعة وسائط متعددة لها قناة أر ضية واحدة، وثلاث قنوات إذاعية، وخمس قنوات كَبْل، وخمس قنوات فضائية، بالإضافة لأربع قنوات ببث الوسائط المتعددة الرقمية.
يتواجد المقر الرئيسي لإم بي سي في مدينة الإعلام الرقمي بمنطقة مابو غو، سول وتمتلك أكبر مرافق البث في كوريا.

## قنوات إم بي سي
- محطة تلفزيونية أرضية (إم بي سي-تي في قناة 11)
- 3 محطات راديو:

| الاسم                 | التردد                 | القوة (كيلو واط) |
| --------------------- | ---------------------- | ---------------- |
| إم بي سي 900 أي إم    | 900 kHz AM 95.9 MHz FM | 50 10            |
| إم بي سي إف إم فور يو | 91.9 MHz FM            | 10               |
| القناة إم             | CH 12A DAB             | 10               |

- 5 قنوات كَبْل: (دراما، رياضات، برامج مسابقات، منوعة، ووثائقية)
- 5 قنوات فضائية: (دراما، رياضية، برامج مسابقات، منوعة، ووثائقية)
- 3 قنوات بث وسائط متعددة رقمي أرضي (تلفزيون، راديو، وبث بيانات)
- قناتين بث وسائط متعددة رقمي فضائي (دراما، رياضية)

## البرامج

### منوعات
- ويكلي آيدول